# Автоасасинофилия
Автоасасинофилията е парафилия, при която човек изпитва възбуда от мисълта за организиране на покушение над себе си чрез наемен убиец. Тук реално погледнато става въпрос само за страх от смъртта, отколкото за действителна физическа смърт. Това не означава, че човек задължително трябва да се намира в животозастрашаваща ситуация.